# Видаль, Анри
Анри Видаль (фр. Henri Vidal. полное имя — Анри Люсьен Раймон Видаль, фр. Henri Lucien Raymond Vidal; 26 ноября 1919, Клермон-Ферран, Франция — 10 декабря 1959, Париж, Франция) — французский актёр, популярный в 1940—1950-х годах.

## Биография

### Детство и юность
Анри Люсьен Раймон Видаль родился 26 ноября 1919 года, в городе Клермон-Ферран департамента Пюи-де-Дом в центральной части Франции. Его отец, Эжен Жюль Видаль (фр. Eugène Jules Vidal, 1888-1947), происходящий из небольшого городка Понжибо (фр. Pontgibaud), по профессии был военнослужащим. После его перевода с семьёй за границу, а затем в Лион и в Париж, он ушёл из армии и, возвратившись в родные края, поступил на работу в Мишлен. Его мать, Элен Грогрен (фр. Hélène Grosgrain, 1900—), родилась в Шамальере. Анри был вторым ребёнком из пяти мальчиков в мелкобуржуазной семье с определёнными ориентирами и принципами, где родители ответственно занимались воспитанием своих детей, основанным на строгой дисциплине. Жак Видаль, десятью годами младше Анри, описывал своего брата как «… неугомонного, полного жизни, с огромным чувством юмора», который, однако, проявлял мало интереса к школе и к учёбе. Недисциплинированного ученика выгнали из нескольких частных школ и, в конечном итоге, исключили даже из католического колледжа маристов в Сен-Шамоне. «Его классические занятия были смещены к изучению комедии», — объяснил Жак. В то время как рассудительные родители настраивали своих сыновей на практическую деятельность и мечтали о карьере врача или инженера для их второго сына, Анри имел склонность скорее к литературе, искусству и поэзии.
В подростковом возрасте он бунтовал против этих слишком жёстких, по его мнению, пут и в 17 лет решил уехать в Париж для обучения актёрской профессии. Несмотря на категорическое возражение отца, не желавшего «в семье шута», Анри всё-таки игнорировал запрет и оказался в столице. Однако ему удалось поддерживать связь со своей семьёй, и прежде всего с матерью.
В Париже Анри сначала перебивался случайными заработками, а потом встретил женщину, которая стала ему любовницей и покровительницей, обеспечивающей финансово его повседневные нужды. У него появилась склонность к декорированию интерьера, любовь к красивой мебели и предметам, имеющим историю. Он стал спортивным и симпатичным молодым мужчиной, увенчанным титулом Bel Apollon (Прекрасный Аполлон) 1939 года на конкурсе красоты в Ницце.
«У него был большой талант, обаяние, ум, жизнерадостность. И огромная привлекательность. Немногие красавицы могли устоять, естественно», — сказал его брат на пятидесятую годовщину смерти Анри Видаля, пользуясь возможностью «показать этот персонаж существенно отличным от того образа, каким его представляли». Он отрицал, что Анри в то время страдал от депрессий и связывал возникновение пагубной зависимости с обстоятельствами тех лет. По его словам, Анри стала беспокоить тошнота, головокружения и потливость. Чтобы выяснить причину этого, он однажды сделал вид что спит и понял, что его парижская покровительница даёт ему вдыхать наркотики во время сна с той целью, чтобы привязать его и сделать от неё полностью зависимым. Но во время военной службы Анри Видаля врачу удалось разорвать эту страшную цепочку.

### Начало карьеры и известность
Анри Видаль сделал свои первые шаги на сцене в театре «Hébertot» в самом начале войны. В 1941 году началась его кинокарьера, включающая участие в 40 фильмах на протяжении 18 лет. Он получил шанс быть замеченным Эдит Пиаф, которой случайно попалась его фотография и которая сделала всё, чтобы тот оказался на постере её фильма, «Монмартр на Сене». В последующие два года он появился в двух фильмах рядом с Мишель Альфа (фр. Michèle Alfa), одной из звёзд периода Второй мировой войны: «Ангел ночи» (фр. L’ange de la nuit) Андре Бертомьё (фр. André Berthomieu) и «Порт назначения» (фр. Port d’attache) Жана Шу (фр. Jean Choux). В 1943 году он снялся дублёром исполнителя главной роли, Робера-Юг Ламбера (фр. Robert-Hugues Lambert) в фильме Луи Кюни (фр. Louis Cuny) «Мермоз» (фр. Mermoz). В послевоенный период Анри Видаль быстро стал одним из ведущих актёров, но роли преимущественно эксплуатировали его внешние данные. Только в 1947 году, в драме «Проклятые» (фр. Les Maudits) Рене Клемана, актёр, наконец, показал, что он больше, чем молодой премьер и любимец женской аудитории. В 1950-е годы он интенсивно снимался в фильмах разных жанров: в комедиях «Это случилось в Париже» (фр. C’est arrivé à Paris, 1952) и «Парижанка» (1957) с уже знаменитой Брижит Бардо, в детективной комедии «Будь красивой и молчи» (фр., 1958) с Милен Демонжо и молодыми Аленом Делоном и Жан-Полем Бельмондо. Он исповедовал чревоугодие в одноимённом скетче из «Семи смертных грехов» (1951) и превосходно воплотил энергичного и волевого Мюрата в «Наполеоне» (1954) Саши Гитри. Он продолжил и в драматическом ключе в «La jeune folle» (1952) Ива Аллегре, в «Порту желаний» (фр. Port du désir, 1954) и в первом фильме Робера Оссейна «Мерзавцы попадают в ад» (фр. Les salauds vont en enfer, 1955) с Сержем Реджани и Мариной Влади. Он был высоко оценён в Италии, где сыграл главного героя в «Аттиле» (1954) с Софи Лорен и Энтони Куинном.
Актёр также находил время для работы в театре. В 1958 году получил «апельсин» от французской прессы, плод его медиа-доступности и доброжелательности.

### Личная жизнь
В марте 1943 года Анри Видаль женился на актрисе Мишель Корду (фр. Michèle Cordoue), но развёлся с ней в июле 1946 года. В 1948 году в Италии, на съёмках пеплума Фабиола (фр. Fabiola), он познакомился с Мишель Морган. Мишель только что пережила неудачный брак с американским певцом и актёром Уильямом Маршаллом (англ. William Marshall) и вернулась из Голливуда, где ей не понравилось.
СМИ так описывают их знакомство. В начале съёмочного коктейля Анри был настолько взволнован, что пролил свой стакан портвейна на платье будущей партнёрши по фильму. Она нашла его привлекательным, не более: «Я думала, что он не в силах нарушить мою жизнь». Во время сцены, где Руал даёт пощёчину Фабиоле, актёру пришлось повторить её восемнадцать раз. Чтобы искупить свою неловкость, он пригласил Мишель на ужин и запечатлел нежный поцелуй на её всё ещё болезненной щеке, предвосхищая поцелуй в фильме, который все обозреватели опубликуют на своих страницах. 
Тем временем Маршалл направил частных детективов в Рим и получил доказательства супружеской неверности. В 1949 году последовал их развод и лишение актрисы опеки над её единственным сыном.
6 февраля 1950 года Морган и Видаль зарегистрировали брак в мэрии XVII округа Парижа. Став любимой гламурной парой во Франции, они переехали в особняк Отель Ламбер на острове Сен-Луи с видом на Сену, где арендовали двухуровневые апартаменты. Актёр с удовольствием их украшал. Они снялись вместе ещё в двух, успешных для них фильмах: А вот и красавица (фр. La belle que voilà, 1949) Жан-Поля Ле Шануа (фр. Jean-Paul Le Chanois) и Странная мадам Икс (фр. L’étrange Madame X, 1951) Жана Гремийона. Но Мишель Морган решила больше не встречаться с супругом на съёмочной площадке, объяснив это тем, что «их взаимные чувства мешают им и усложняют съёмки». Со своей стороны, Анри Видаль боялся, чтобы его не назвали «Мистер Морган». В начале их брака Мишель Морган считалась уже крупной звездой, отмеченной её первой наградой в Каннах за роль в Пасторальной симфонии, в то время как он был просто известным актёром. Тем не менее, оба актёра ещё раз встретились в 1958 году в фильме Почему ты пришел так поздно? (фр. Pourquoi viens-tu si tard ?).
Безоблачное счастье закончилось через два года по причине участия Анри Видаля в том, что он называл «маленькими праздниками» с алкоголем и кокаином. Мишель Морган пыталась помочь по мере возможности, также проявлял постоянную заботу его друг, Робер Дальбан, но он срывался, обрекая на провал очередные курсы детоксикации. Однажды при абстиненции Анри Видаль пытался выброситься из окна, а Жерар Ури, с которым уже сошлась Мишель Морган во время её работы в Двустворчатом зеркале в 1958 году, его удерживал. После чего он ушёл в отрыв на несколько ночей.
В 1959 году Мишель Морган решилась в одностороннем порядке на их разрыв.

### Последние работы и смерть
Крупные режиссёры продолжали приглашать Анри Видаля на главные роли. В частности, в 1959 году он составил ансамбль с Мишель Мерсье и с восходящей звездой Роми Шнайдер в комедии «Ангел на земле», повторно образовал пару с Брижит Бардо в комедии Танцуй со мной (фр. Voulez-vous danser avec moi ? 1959). Этот фильм стал для него последним. По-прежнему любя свою жену и желая её вернуть, Видаль предпринял шестую попытку детоксикации, но 10 декабря 1959 года скончался от сердечного приступа.

Он умер в сорок лет от передозировки, он сбежал из клиники. В тот же вечер он присоединился к друзьям-наркоманам и пришёл домой, чтобы умереть через несколько часов.
Оригинальный текст (фр.)  Il est mort à quarante ans d’une overdose, il s’était enfui de la clinique. Ce soir-là, il avait rejoint des copains toxicos et est rentré pour mourir quelques heures plus tard.

— Мишель Морган
«Кокто приехал сразу», — вспоминал Жак Видаль. Эдвиж Фёйер, Жан-Клод Паскаль, Робер Оссейн, Мартин Кароль также продемонстрировали ему свою дружбу и печаль. Paris Match сделал с ним обложку; все газеты говорили об этой жизни, закончившейся так трагически.
13 декабря Мишель Морган сопроводила тело своего мужа на небольшое кладбище коммуны Понжибо (фр.), недалеко от его родного Клермон-Феррана, в присутствии его друга Робера Дальбана, членов семьи, и нескольких друзей детства. Одетая во всё чёрное, вдова положила букет ромашек на гроб и вечером вернулась в Париж.

## Фильмография

### Кинофильмы
- 1941: Монмартр на Сене, реж. Жорж Лакомб — Морис Казо
- 1943: Порт назначения / Конечная пристань (Port d’attache), реж. Жан Шу (фр. Jean Choux) — Реймон
- 1943: Мермоз (Mermoz), реж. Луи Кюни (фр. Louis Cuny) — дублёр Робера-Юг Ламбера (фр. Robert-Hugues Lambert)
- 1944: Ангел ночи (L’Ange de la nuit), реж. Андре Бертомьё (фр. André Berthomieu) — Боб, казначей ассоциации
- 1946: Странная судьба (Étrange Destin), реж. Луи Кюни (Louis Cuny) — Ален Солье
- 1947: Проклятые, реж. Рене Клеман — доктор Жильбер
- 1947: L'Éventail, реж. Эмиль-Эдвин Ренер (фр. Emil-Edwin Reinert) — Пьер
- 1948: Рай для пилотов, пропавших без вести (Le Paradis des pilotes perdus), реж. Жорж Лампен (фр. Georges Lampin) — капитан Бертран
- 1949: Фабиола (Fabiola), реж. Алессандро Блазетти — Руал, гладиатор
- 1950: А вот и красавица (La Belle que voilà), реж. Жан-Поль Ле Шануа — Пьер Леру
- 1950: Прохожая (La Passante), реж. Анри Калеф (фр. Henri Calef) — Франсуа Малар
- 1950: Набережная Гренель / Министерство труда (Quai de Grenelle), реж. Эмиль-Эдвин Ренер (Emil-Edwin Reinert) —Жан-Луи Кавалад, охотник на змей
- 1951: Странная мадам Икс / Странная мадам X (L'Étrange Madame X), реж. Жан Гремийон — Этьен, столяр
- 1952: Это случилось в Париже (C’est arrivé à Paris), реж. Анри Лаворель (фр. Henri Lavorel) и Джон Берри (англ. John Berry) — Владимир Краснья
- 1952: Семь смертных грехов, эпизод Чревоугодие (La Gourmandise), реж. Карло Рим (итал. Carlo Rim) — доктор Анри / Антоне
- 1952: La Jeune Folle, реж. Ив Аллегре — Стив
- 1952: Изнасилование / Уголовный кодекс, ст. 519 (Violence charnelle / Art. 519 codice penale), реж. Леонардо Кортезе (итал. Leonardo Cortese) — Ренато Берти
- 1953: Женщины ведут игру / Остаток 53 (Les femmes mènent le jeu / Scampolo '53), реж. Джорджо Бьянки (итал. Giorgio Bianchi) — Энрико Саоки
- 1954: Аттила, бич Божий / Аттила (Attila, fléau de Dieu / Attila), реж. Пьетро Франчищи (итал. Pietro Francisci) — Аэтиус
- 1954: Восточный экспресс (Orient-Express), реж. Карло Людовико Брагалья (итал. Carlo Ludovico Bragaglia), арт-директор Роберто Росселини — Жак Ферран
- 1955: Наполеон / Наполеон: путь к вершине, реж. Саша Гитри — маршал Мюрат
- 1955: Чёрная серия: Они заплатят по счетам (Série noire: Leur compte sera réglé), реж. Пьер Фуко (фр. Pierre Foucaud) Лео Фардье
- 1955: Порт желаний (Le Port du désir), реж. Эдмон Т. Гревиль (фр. Edmond T. Gréville) — Мишель, водолаз
- 1955: Подонки маршируют в ад / Мерзавцы попадают в ад (Les salauds vont en enfer), реж. Робер Оссейн — Пьер Макар
- 1957: Немедленное действие (Action immédiate), реж. Морис Лабро (фр. Maurice Labro) — Франсис Коплан
- 1957: Порт де Лила (Porte des Lilas), реж. Рене Клер — Пьер Барбье, убийца в бегах
- 1957: Нищий и красавица (Une manche et la belle), реж. Анри Вернёй — Филипп Деларош
- 1957: Очаровательные мальчики (Charmants Garçons), реж. Анри Декуэн (фр. Henri Decoin) — Жо, или Малыш Шабан, боксёр
- 1957: Парижанка (Une Parisienne), реж. Мишель Буарон (фр. Michel Boisrond) — Мишель Легран
- 1958: Будь красивой и заткнись / Будь милой и молчи (Sois belle et tais-toi), реж. Марк Аллегре — инспектор Жан Морель
- 1959: Les Naufrageurs, реж. Шарль Брабан (фр. Charles Brabant) — Йан Ле Кёр
- 1959: Пансион «Эдельвейс» / Отсрочка на жизнь (Pensione Edelweiss / Sursis pour un vivant), реж. Виктор Меренда (фр. Víctor Merenda) и Отторино Ф. Бертолуччи (итал. Ottorino F. Bertolucci) — Жан Моннье
- 1959: Почему ты пришел так поздно? (Pourquoi viens-tu si tard ?), реж. Анри Декуэн) — Вальтер Эрмелен
- 1959: Зверь в засаде (La Bête à l’affût), реж. Пьер Шеналь — Даниэль Моран
- 1959: Мадмуазель Ангел / Ангел на земле (Mademoiselle Ange / Ein Engel auf Erden), реж. Геза фон Радваньи — Пьер Шайо
- 1959: Потанцуете со мной? / Танцуй со мной (Voulez-vous danser avec moi ?), реж. Мишель Буарон — Эрве Дандьё

### Документальные фильмы
- 1951: Каннские встречи (Le Rendez-vous de Cannes), к/м, реж. Эдди Петросьян (фр. Eddie Petrossian)
- 1951: Звезды без грима (фр. Vedettes sans maquillage), реж. Жак Гийон (фр. Jacques Guillon)
- 1976: Пение в оккупации (фр. Chantons sous l'Occupation), реж. Андре Алими (фр. André Halimi)

## Театр
- 1942 : Jeunesse, реж. Поль Нивуа (фр. Paul Nivoix), théâtre Édouard VII
- 1946 : Анна и дракон (фр. Anne et le dragon), авт. Раймон Кайава (фр. Raymond Caillava), пост. Nouno Nicas, théâtre Verlaine